# 桑丘爾斯克區

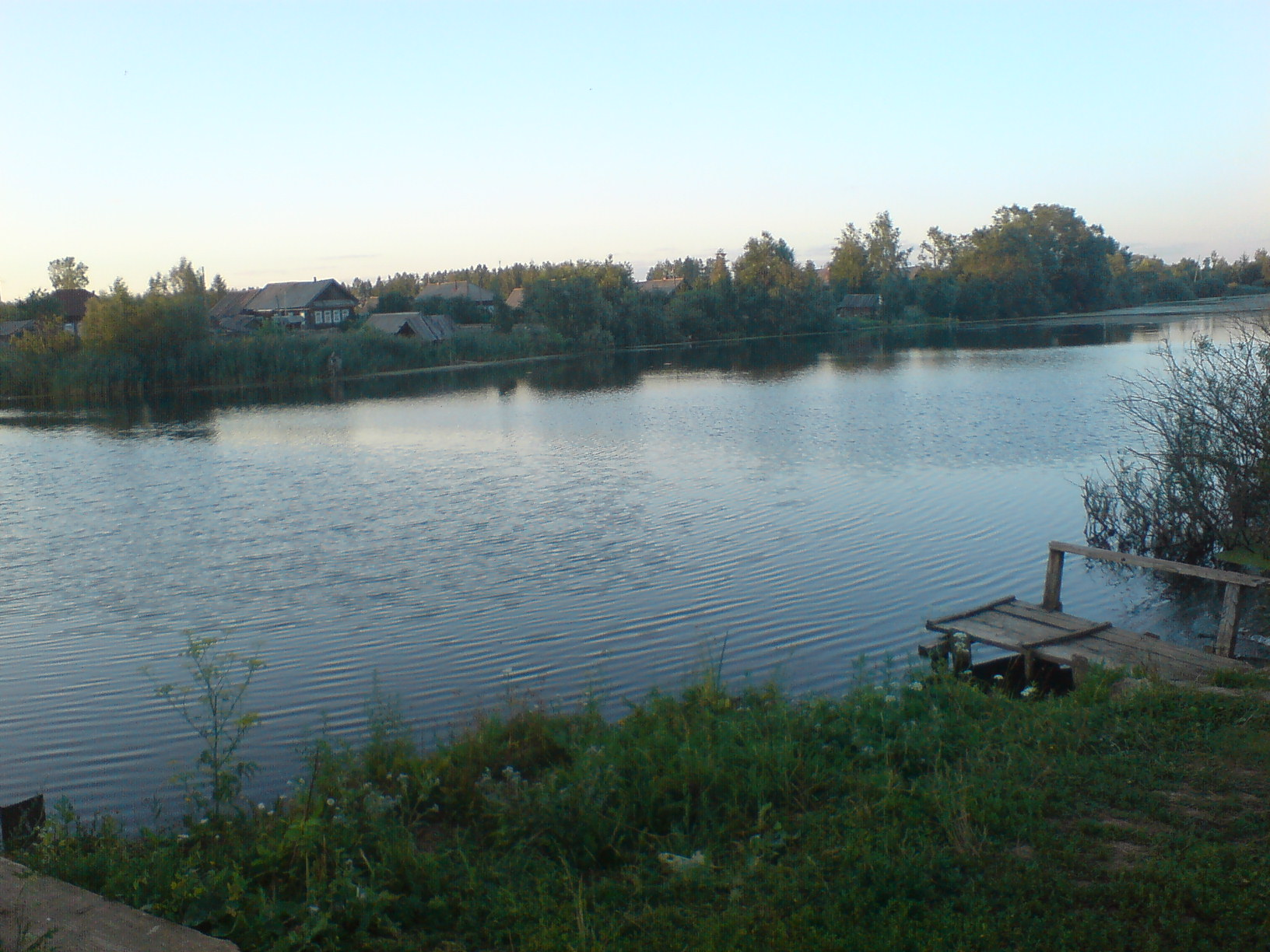

56°57′N 47°16′E / 56.950°N 47.267°E
桑丘爾斯克區（俄语：Санчурский район），是俄羅斯的一個區，位於該國西部，由基洛夫州負責管轄，面積1,536平方公里，2010年該區人口10,080，人口密度每平方公里6.56人。